# Ante Kosovich
Ante Kosovich (Zaostrog, 5. studenoga 1879. – 24. veljače 1958.) bio je novozelandski kopač gume, balader, pjesnik i književnik, rođen u Zaostrogu, u Kraljevini Dalmaciji (današnja Hrvatska), 1879. godine, a 1898. emigrirao je na Novi Zeland.
Godine 1907. Kosovich je objavio osam podužih pjesama pod naslovom "Od Dalmatinca u progonstvu", ponovo izdanih u Splitu, 1908. Pjesme odražavaju iskustva njegovih sunarodnjaka u dijaspori prije prihvaćanja na Novom Zelandu. Dugačka pjesma Kosovicha pojavila se u Napretku, aucklandskim novinama na hrvatskom jeziku, i obraća se 'Hrvatskom narodu' prizivajući njegovo domoljublje.